# Región de Oio
La región de Oio es una región administrativa en el centro de Guinea-Bisáu. Su capital es la ciudad de Farim. Limita al norte con Senegal, al oeste con las regiones de Cacheu, de Biombo y el sector autónomo de Bisáu, al sur con la región de Quinara (separada de ésta por el río Geba) y al este con la región de Bafatá. Junto con la región de Cacheu y Biombo forma la provincia de Norte. Otras ciudades importantes de la región son Nhacra, Mansoa, Bissora y Cumeré. 

## Territorio y población
La extensión de territorio de esta región abarca una superficie de 5.404 kilómetros cuadrados, mientras que la población se compone de unos 179.048 residentes (cifras del censo del año 2004). La densidad poblacional es de 33,1 habitantes por kilómetro cuadrado.
El río Canjambari fluye por el norte de esta zona.
Uno de los puntos más elevados en Oio es Tambandinto, con una altitud de 70 m s. n. m.

## Sectores
La región de Oio está dividida en 5 sectores:
- Bissora
- Farim
- Mansaba
- Mansoa
- Nhacra

- Datos: Q853991
- Multimedia: Oio Region / Q853991